# Taylor Kemp
Pour les articles homonymes, voir Kemp.
Taylor Kemp est un joueur de soccer américain né le 23 juillet 1990 à Highlands Ranch dans le Colorado. Il évolue au poste de latéral gauche.

## Biographie

### En club
Taylor Kemp est repêché en 17e position par D.C. United lors de la MLS SuperDraft 2013. Il signe un contrat à la suite de la préparation de la saison.

## Palmarès
Il participe au succès de D.C. United dans son parcours victorieux en Coupe des États-Unis en 2013.